# Serguéi Kapitsa
Serguéi Petróvich Kapitsa (Сергей Петрович Капица) (Cambridge, 14 de febrero de 1928 - Moscú, 14 de agosto de 2012) fue un físico y demógrafo ruso, editor de la edición en ruso de la revista Scientific American y conocido sobre todo como conductor del popular programa científico de televisión Evidente, pero increíble. Fue un estudioso de los problemas relacionados con la sociedad de la información, con la explosión demográfica y con la demografía histórica, donde desarrolló una serie de modelos matemáticos del sistema-mundo del crecimiento hiperbólico de la población y la transición demográfica global; su libro Growth Paradox. The Laws of Human Development (La paradoja del crecimiento: Las leyes del desarrollo humano, aún no impreso en español) se reeditó recientemente. Como físico realizó contribuciones en la aerodinámica supersónica, en electrodinámica aplicada y en la física de aceleradores; destaca, en particular, su trabajo en el microtrón, un dispositivo para producir haces de electrones. Fue vicepresidente de la Academia de Ciencias Naturales de Rusia, presidente de la Sociedad Euroasiática de Física, investigador asociado senior del Instituto de Física Lébedev (FIAN), miembro de la Academia de Ciencias de Rusia y profesor del Instituto de Física y Tecnología de Moscú.

## Primeros años y familia
Nació en Cambridge, Inglaterra, en el seno de una familia varios de cuyos miembros fueron reconocidos científicos: su padre fue el físico soviético Piotr Kapitsa, ganador del premio Nobel; su hermano, Andréi Kapitsa, geógrafo y explorador de la Antártida, y su abuelo materno, Alekséi Nikoláievich Krylov, ingeniero naval, matemático, memorista y creador de la técnica de insumergibilidad.
Kapitsa se graduó en el Instituto de Aviación de Moscú en 1949. Fue el investigador de mayor antigüedad y prestigio del Instituto de Física Lébedev (FIAN) de la Academia de Ciencias de Rusia, y trabajó como profesor en el Instituto de Física y Tecnología de Moscú.

### Divulgación de la ciencia
Como divulgador de la ciencia, fue anfitrión del programa de televisión rusa Evidente, pero increíble (transmitido estos últimos años en el canal de Cultura) desde que éste salió al aire el 24 de febrero de 1973 hasta su muerte en 2012 (quedó registrado en el Libro Guinness de los récords como el anfitrión con mayor duración en un programa de televisión), labor por la que fue galardonado con el Premio Kalinga de la UNESCO a la Popularización de la Ciencia en 1979
 y el Premio Estatal de la URSS en 1980, y durante 30 años, a partir de 1982, fue editor en la edición rusa de la revista Scientific American. También se interesó en los problemas relacionados con la influencia de la ciencia sobre la sociedad a través de su participación en las Conferencias Pugwash y en el Club de Roma. En la década de 1980, anunció con Carl Sagan la posibilidad de que una guerra nuclear internacional provocase un invierno nuclear, a través de presentaciones en el Senado de los Estados Unidos en 1983 y en las Naciones Unidas en 1985. Fue defensor de la exploración planetaria y fue consejero asesor de la Sociedad Planetaria. En 2012 fue galardonado con la primera medalla de oro de la Academia de Ciencias de Rusia por sus logros sobresalientes en la difusión del conocimiento científico.
Filmó el primer filme soviético realizado bajo el agua acerca del mar del Japón que tuvo éxito en festivales internacionales de cine, entre ellos el Festival de Cannes, y que fue el segundo en su tipo, después del trabajo de Jacques Yves Cousteau.

## Fallecimiento
Murió en Moscú el 14 de agosto de 2012, a la edad de 84 años.